# 生保内発電所

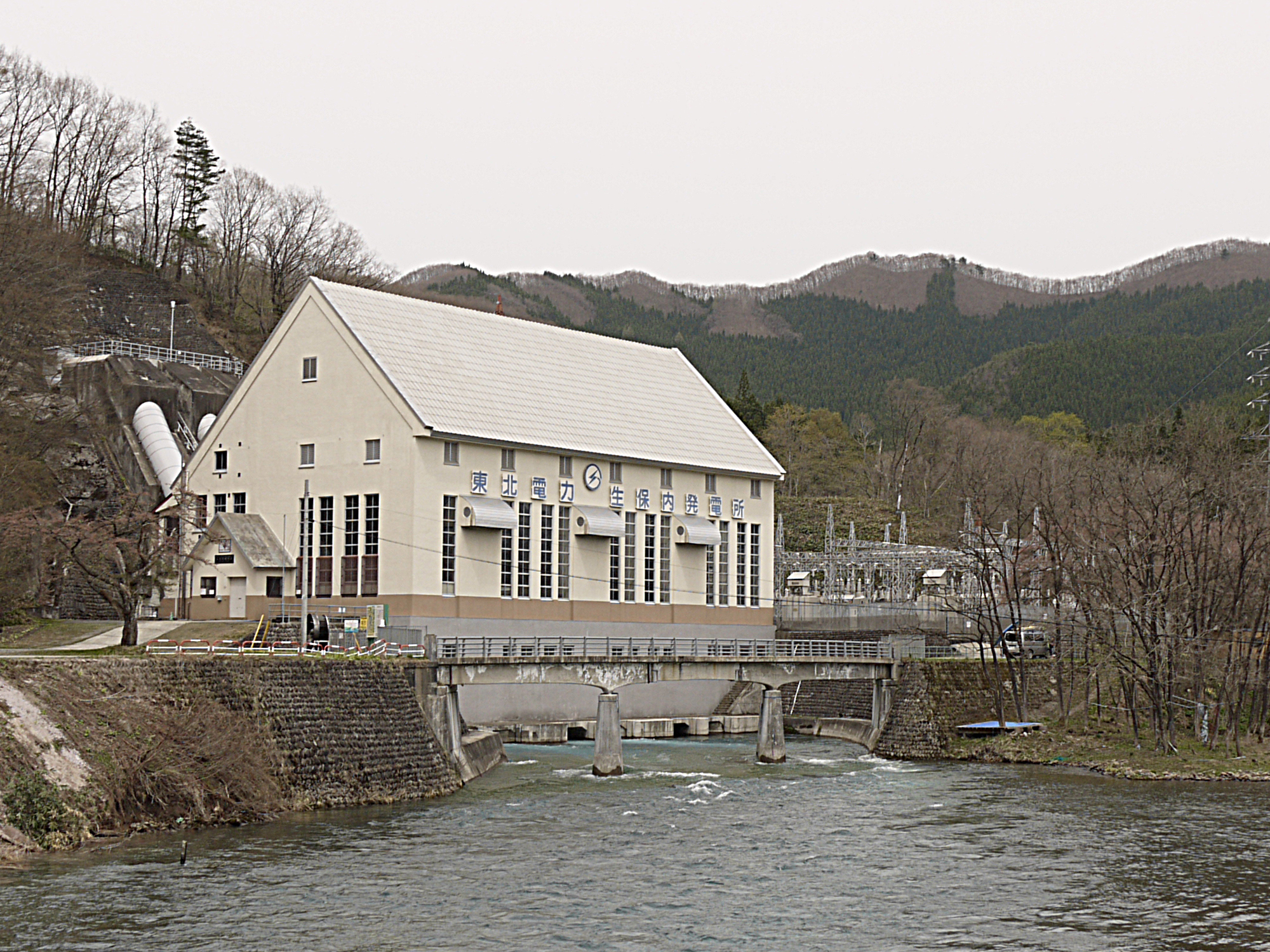
生保内発電所（2012年4月）

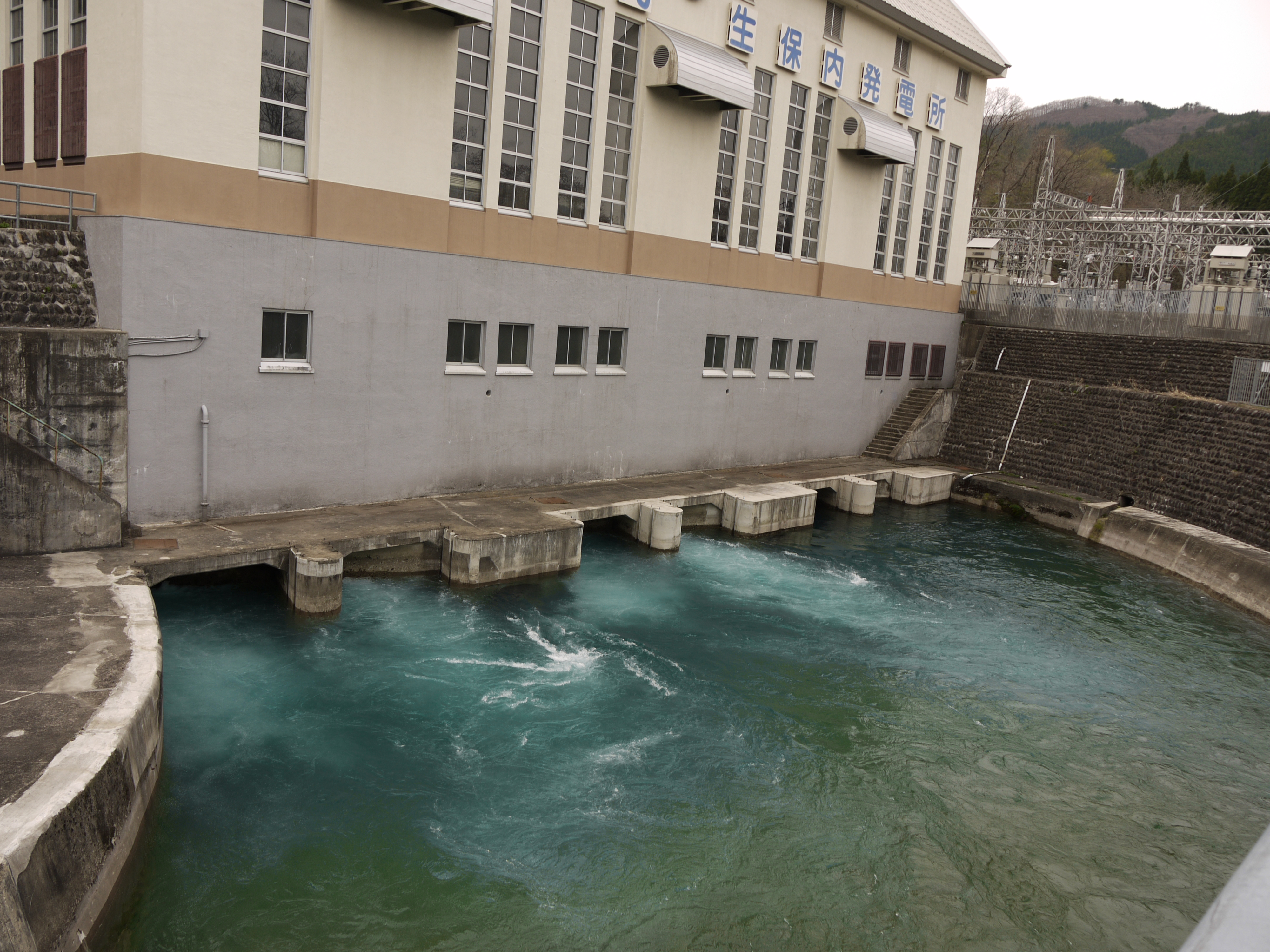
排水設備（2012年4月）

生保内発電所（おぼないはつでんしょ）は、秋田県仙北市の一級河川・雄物川水系にある、東北電力の水路式水力発電所。認可最大出力が31,500kWと秋田県内で最大の出力を誇る水力発電所である。

## 発電所の概要
生保内発電所はダムを持たない水路式発電と呼ばれる方式により発電が行われている。田沢湖より取水しており、いわば田沢湖をダム湖のようにした構造となっている。東北振興電力により下流の神代発電所とともに建設され、1940年（昭和15年）に運用を開始した。

## 周辺
- 田沢湖
- 国道46号